# 內細胞團
內細胞團（英語：Inner cell mass，縮寫：ICM、內細胞群）是大多數真獸類哺乳動物在胚胎發生中的一個早期階段，又稱胚細胞（embryoblast）。是一團位於初期胚胎中的一個細胞團塊，也是最後將會發育成為胎兒的部位。
在科學研究上，內細胞團是早期幹細胞的來源之一，可以形成除了滋養母細胞（trophoblast）以外的任何類型組織。

## 外部連結
- https://web.archive.org/web/20080219072520/http://isc.temple.edu/marino/embryology/lecture1-3.htm
- https://web.archive.org/web/20120205215651/http://isc.temple.edu/marino/embryology/EMBI97/img010.GIF